# 壞孩子①
《壞孩子①》（悪ガキッ①）是日本的女子偶像組合S/mileage的第1枚原創專輯，於2010年12月8日發行。唱片公司為hachama。

## 概要
- 收錄第1張單曲《做夢的 15歲》至第3張單曲「以相同時薪工作著朋友的美人媽媽」，以及4張獨立製作單曲，一共7首A面曲。
- 本作分為「初回限定盤」和「CD盤」2種版本
- 「初回限定盤」收錄了單曲《做夢的 15歲（Web Mix Ver.）》、《○○不用努力也可以啦!!（各成員 featuring Ver.）》的PV、專輯《壞孩子①》的Making、「做夢的 15歲（TV-SPOT AR Ver.）18 TYPE」和「S/mileage Twitter講座」。
- 在12月20日於Oricon公信榜專輯每週排行榜取得第18位。

## 收錄內容

### CD
1. 以相同時薪工作著朋友的美人媽媽（同じ時給で働く友達の美人ママ）
（作詞、作曲：淳君　編曲：山崎淳）
3rd單曲
2. 舞動吧（踊ろうよ）
（作詞、作曲：淳君 RAP詞：U.M.E.D.Y.　編曲：藤澤慶昌）
3. 只有女生的星期天 (女ばかりの日曜日)
（作詞、作曲：淳君　編曲：鈴木俊介）
4. 做夢的 15歲 （夢見る 15歳）
（作詞、作曲：淳君　編曲：平田祥一郎）
1st單曲
5. Shooting Star (シューティングスター)
（作詞、作曲：淳君　編曲：湯浅公一）
6. ○○不用努力也可以啦!! （○○ がんばらなくてもええねんで!!）
（作詞、作曲：淳君　編曲：高橋諭一）
2nd單曲
7. 喜歡
（作詞、作曲：淳君　編曲：板垣祐介）
3rd獨立製作單曲
8. 學級委員長（学級委員長）
（作詞、作曲：淳君　編曲：鈴木Daichi秀行）
9. 振作一點啦！真是的（しっかりしてよ！もう）
（作詞、作曲：淳君　編曲：宅見将典）
10. 當大人好難!!!（オトナになるって難しい!!!）
（作詞、作曲：淳君　編曲：板垣祐介）
4th獨立製作單曲・東京電視台動畫《變身！公主偶像》的片尾曲
11. 雖然明天就要約會了，但現在就想聽到你的聲音（あすはデートなのに、今すぐ声が聞きたい）
（作詞、作曲：淳君　編曲：AKIRA）
2nd獨立製作單曲
12. 鬧彆扭 （ぁまのじゃく）
（作詞、作曲：淳君　編曲：藤澤慶昌）
1st獨立製作單曲

### DVD
1. 做夢的 15歲（Web Mix Ver.）
2. ○○不用努力也可以啦!!（featuring 和田彩花 Ver.）
3. ○○不用努力也可以啦!!（featuring 前田憂佳 Ver.）
4. ○○不用努力也可以啦!!（featuring 福田花音 Ver.）
5. ○○不用努力也可以啦!!（featuring 小川紗季 Ver.）
6. 壞孩子①（Making）
7. 做夢的 15歲（TV-SPOT AR Ver.）18 TYPE
8. S/mileage Twitter講座